# Cyligramma buchholzi
Cyligramma buchholzi är en fjärilsart som beskrevs av Carl Plötz 1880. Cyligramma buchholzi ingår i släktet Cyligramma och familjen nattflyn. Inga underarter finns listade i Catalogue of Life.

## Bildgalleri

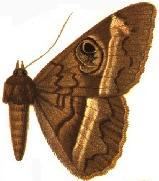